# Baron Samedi (James Bond)
Baron Samedi é uma personagem do livro e filme Com 007 Viva e Deixe Morrer, criado por Ian Fleming e baseado na entidade original do vodu haitiano, do mesmo nome. É interpretado pelo ator, dançarino e coreógrafo trinitino Geoffrey Holder.

## Características
Samedi representa a morte no vodu do Haiti. Usando sempre uma cartola e com a metade do rosto pintado de branco, alto (Holder tem 2 m de altura) magro e atlético, é um dos mais enigmáticos capangas e vilões de toda a série de James Bond, que usa das forças ocultas para liquidar os inimigos.
Sua presença é sempre ambígua no filme, não ficando nunca claro se ele é a própria entidade ou um humano que assumiu a identidade de Samedi.

## No filme
Samedi aparece no filme primeiramente num hotel para turistas, entretendo os hóspedes com uma dança vodu, quando Bond chega ao local. Anunciado pelo locutor como 'o homem que nunca morre', não é objeto de atenção do espião.
Capanga e cúmplice de Mr. Big, o vilão da trama, ele tem os mesmos poderes nas cartas de tarô que Solitaire, a bond girl cartomante, e numa das cenas do filme queima cartas de tarô num ritual de sua seita quando ela é interrogada pelo vilão.
Líder da cerimônia vudu ao final do filme, que pretende sacrificar Solitaire, ele é aparentemente morto por Bond, enquanto 007 salva a bond girl, mata Mr. Big e destrói as plantações de ópio do traficante na ilha, com a ajuda de Felix Leiter e seus homens da CIA. Entretanto, na cena final do filme, Samedi aparece sentado na frente do trem que transporta Bond e Solitaire, rindo às gargalhadas, confirmando o mito de ser 'o homem que nunca morre' ou de ser na verdade uma entidade sobrenatural.